# Intervalo (matemática)
Em Matemática, um intervalo (real) é um conjunto que contém cada número real entre dois extremos indicados, podendo ou não conter os próprios extremos. Por exemplo: um conjunto cujos elementos são maiores ou iguais a 0 e menores ou iguais a 1 (isto é, 0 ≤ x ≤ 1, sendo x um elemento qualquer pertencente ao conjunto em questão) é um intervalo que contém os extremos 0 e 1, bem como todos os números reais entre eles. Outros exemplos de intervalos são o conjunto dos números reais {\displaystyle \mathbb {R} } e o conjunto dos números reais negativos.

Representação geométrica de um exemplo de intervalo. Neste caso, tem-se que, pois a reta real é orientada para a direita e, portanto, cresce nesse sentido. As "bolinhas vazias" nos extremos e indicam que esses números não pertencem ao intervalo. Logo, qualquer número real menor ou igual a não pertence a esse intervalo, assim como qualquer número real maior ou igual a.

Os extremos podem ser números reais como também podem ser {\displaystyle -\infty } e {\displaystyle +\infty }. Existem divergências na literatura sobre se o conjunto vazio deveria ser ou não ser considerado um intervalo. Quando o conjunto vazio é considerado um intervalo, a família de intervalos é fechada sobre a operação de intersecção.

## Representação
Notações comuns para representar intervalos são:
- {\displaystyle (a,b)=]a,b[=\{x\in \mathbb {R} \mid a<x<b\}}: intervalo aberto
- {\displaystyle [a,b)=[a,b[=\{x\in \mathbb {R} \mid a\leq x<b\}}: intervalo semi-fechado ou semi-aberto
- {\displaystyle (a,b]=]a,b]=\{x\in \mathbb {R} \mid a<x\leq b\}}: intervalo semi-aberto ou semi-fechado
- {\displaystyle [a,b]=\{x\in \mathbb {R} \mid a\leq x\leq b\}}: intervalo fechado
- {\displaystyle [a,+\infty )=[a,+\infty [=\{x\in \mathbb {R} \mid x\geq a\}}: intervalo fechado
- {\displaystyle (a,+\infty )=]a,+\infty [=\{x\in \mathbb {R} \mid x>a\}}: intervalo aberto
- {\displaystyle (-\infty ,a]=]-\infty ,a]=\{x\in \mathbb {R} \mid x\leq a\}}: intervalo fechado
- {\displaystyle (-\infty ,a)=]-\infty ,a[=\{x\in \mathbb {R} \mid x<a\}}: intervalo aberto
- {\displaystyle (-\infty ,+\infty )=]-\infty ,+\infty [=\mathbb {R} }: a reta toda é um intervalo aberto e fechado
- {\displaystyle \emptyset }: conjunto vazio, quando considerado um intervalo, é um intervalo aberto e fechado.

O intervalo [a,a]={a} é formado por um único elemento e chamado de intervalo degenerado.

## Explicação
- ] ou ( → No começo da representação significa que o ponto do extremo esquerdo não está incluído.
- [ → No começo da representação significa que o ponto do extremo esquerdo está incluído.
- ] → No final da representação significa que o ponto do extremo direito está incluído.
- [ ou ) → No final da representação significa que o ponto do extremo direito não está incluído.
- ° → bolinha vazada significa que esse número está excluído.
- • → bolinha preenchida significa que ele está incluído.